# 雜色斜杜父魚
雜色斜杜父魚為輻鰭魚綱鮋形目杜父魚亞目杜父魚科的其中一種，為溫帶海水魚，分布於東太平洋阿拉斯加至墨西哥下加利福尼亞海域，體長可達7公分，棲息在潮間帶岩石海域，生活習性不明。

## 擴展閱讀
維基物種上的相關：雜色斜杜父魚